# Tullio Moretti
Tullio Moretti (Lecco, 14 gennaio 1906 – Milano, 16 gennaio 1962) è stato un calciatore italiano, di ruolo attaccante.

## Carriera
Fratello minore di Oreste.

Dopo due stagioni con l'Inter, viene prestato alla Reggiana. In seguito milita nel Seregno e per più stagioni nel Lecco

## Statistiche

### Presenze e reti nei club
| Stagione        | Club            | Campionato          | Campionato | Campionato |
| Stagione        | Club            | Comp                | Pres       | Reti       |
| --------------- | --------------- | ------------------- | ---------- | ---------- |
| 1924-1925       | Inter           | Prima Divisione     | 8          | 2          |
| 1925-1926       | Inter           | Prima Divisione     | 9          | 3          |
| 1926-1927       | Reggiana        | Prima Divisione     | 20         | 7          |
| 1927-1928       | Inter           | Divisione Nazionale | 3          | 0          |
| Totale Inter    | Totale Inter    |                     | 20         | 5          |
| Totale carriera | Totale carriera |                     | 40+        | 12+        |